# Show Me Love (Not a Dream)
Pour les articles homonymes, voir Show Me Love.
Singles de Hikaru Utada
Goodbye Happiness
(2010) Can't Wait 'Til Christmas
(2010)
Show Me Love (Not a Dream) est une chanson d'Hikaru Utada, parue en single.

## Présentation
La chanson sort uniquement au format digital en téléchargement au Japon sur le label EMI Music Japan, d'abord le 17 novembre 2010 en sonnerie pour téléphone portable dans une version courte, puis en "single digital" dans sa version complète (dès le 17 novembre pour téléphone, et le 24 pour PC). Elle atteint la 27e place du classement Billboard Japan Hot 100.
La chanson ne sort qu'une semaine après le précédent "single digital" de la chanteuse, Goodbye Happiness. Comme la précédente, elle est utilisée comme thème musical pour une publicité pour le service de téléchargement de musique Recochoku. Elle sert aussi à promouvoir la double-compilation Single Collection Vol.2 qui sort une semaine plus tard et sur laquelle elle figure, sur le disque supplémentaire consacré aux nouveautés. Quatre mois plus tard, la chanson sera également utilisée comme thème musical du film adapté du manga Ashita no Joe, qui sort en février 2011.
Les paroles de la chanson évoquent les sentiments de la chanteuse qui s'apprète alors à prendre une pause d'une durée indéterminée dans sa carrière. Hormis les autres titres qui seront également issus de la compilation la semaine suivante, elle ne sortira effectivement pas de nouvelle chanson pendant deux ans, jusqu'à Sakura Nagashi.